# Coenosia gaminarai
Coenosia gaminarai är en tvåvingeart som beskrevs av Carvalho och Adrian C. Pont 1993. Coenosia gaminarai ingår i släktet Coenosia och familjen husflugor. Inga underarter finns listade i Catalogue of Life.